# Marcel Perincioli
Marcel Perincioli (* 14. Juni 1911 in Bern; † 10. September 2005 in Bern) war ein Schweizer Bildhauer.

## Leben
Der Sohn des aus dem Piemont eingewanderten Bildhauers Etienne Perincioli  und der Bernerin Rosa Dietrich bildete sich nach einer Bildhauerlehre beim Vater in den 1930er-Jahren in Berlin und Paris weiter. Zu seinen Lehrern gehörten die Bildhauer Charles Despiau, Wilhelm Otto, Walter Linck und die Bildhauerin Germaine Richier. Er war ab 1936 verheiratet mit der Kunsthandweberin Hélène Perincioli, geb. Jörns (1911–1996).
Ein Durchbruch gelang dem jungen Künstler mit der Ausführung des Porträts von Fritz de Quervain, Direktor des Berner Inselspitals. Für die Schweizerische Landesausstellung von 1939 in Zürich schuf er die Figur Narziss, die jetzt vor dem Berner Staatsarchiv steht, und für die Berner Feuerwehrkaserne das Relief Florian und sein Engel. Es folgten weitere Aufträge für öffentliche Bauten und Kirchen, grosse figurative und später abstrakte Kompositionen in Stein, Holz, Bronze, Aluminium und Stahl.
Fred Zaugg schrieb 2011: „Viele begegnen seinen Figuren täglich. […] Das Schaffen von Marcel Perincioli befindet sich weniger in Museen als draussen in der Stadt, in der Agglomeration und weit darüber hinaus in unseren Lebensräumen.“

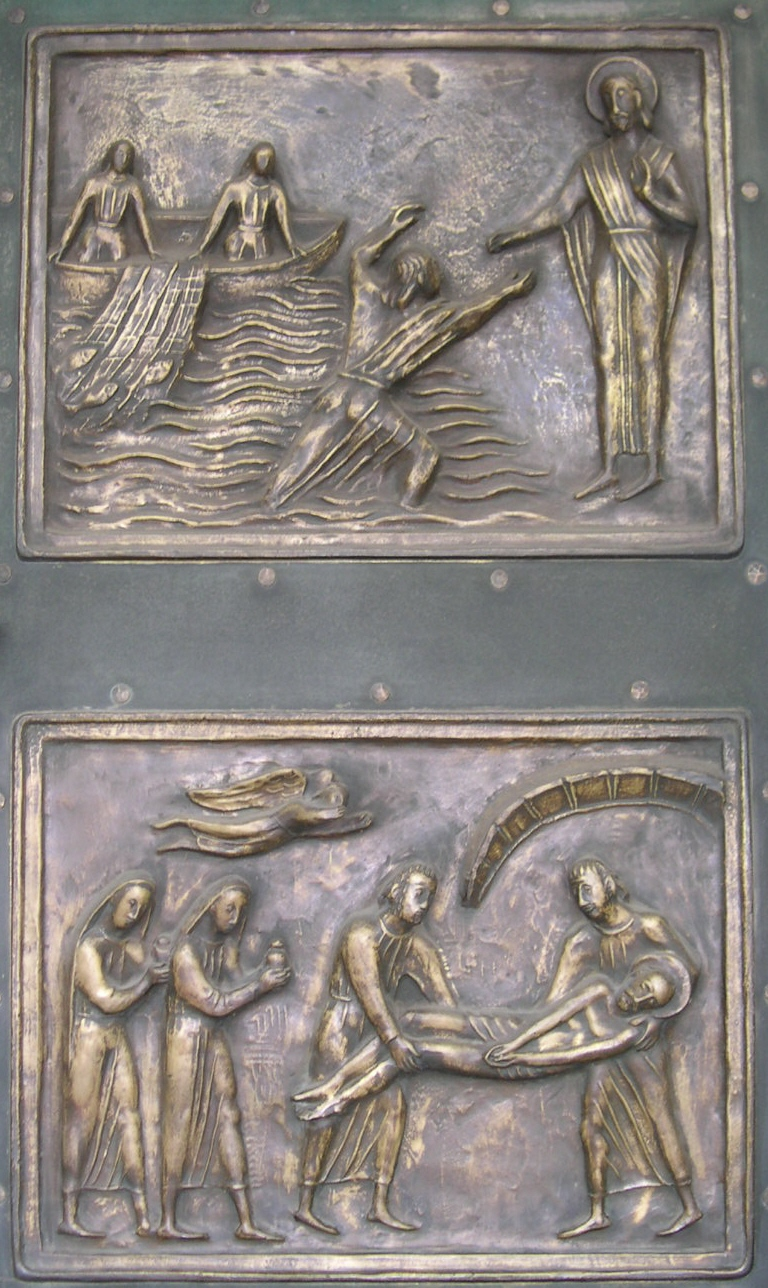
Bronzereliefs von Perincioli an der Brückentüre der Nydeggkirche in Bern

Perincioli schuf für die Berner Nydeggkirche zwei Bronzetüren, Glockenreliefs in Gümligen, Kanzel, Abendmahlstisch und Taufstein der Chapelle Romande in Thun und der Stephanuskirche im Spiegel, Bronzereliefs an der Kirche Bern-Bethlehem, abstrakte Plastik beim Kirchgemeindehaus Bolligen und eine Engelsfigur für den Schosshaldenfriedhof, als Teil der Friedhofsgestaltung:
„Die schiere Grösse der Skulptur, aber auch die Formensprache und der Ausdruck lassen keinen Zweifel offen: Das ist keine niedliche Engelsgestalt, sondern eine kraftvolle Figur mit festem Stand – verbunden mit dem Irdischen, aber dennoch erhaben. Die fliessenden Linien – die Verschmelzung von Körper und Gewand – nehmen dem Engel die Strenge und lassen ihn freundlich wirken. Seine Arme sind schützend und willkommen heissend ausgestreckt …“
Fred Zaugg sieht die Bronzetüren der Nydeggkirche als zentral im Schaffen des Bildhauers, der auch selbst zu diesem Werk gesagt habe, „… es sei eines seiner wichtigsten. Vielleicht darum, weil er hier am alten Sakralbau seine unverwechselbare bildhauerische Sprache mit der alten Konstruktionsform der Kassetten konfrontierte und verband. Er schlug damit einen Bogen von der Gegenwart bis in die Renaissance, ja bis ins Mittelalter. Die andere, für die ganze Philosophie des Künstlers bezeichnende Brücke verbindet ihn mit der Antike, mit der Mythologie.“
Immer wieder widmete sich Perincioli dem Menschen in Bewegung: Läufergruppen, Speerwerfer, und als Kleinplastiken Tänzerinnen.
Johanna Strübin Rindisbacher schrieb:
„Perincioli ist dem Ausdruck von – äusserer und innerer – Bewegung verpflichtet. Beweglichkeit und Offenheit prägen auch seine künstlerische Haltung. Er reflektiert in seinem Werk Ausdrucksweisen von Germaine Richier bis Henry Moore. Anfänglich arbeitet er vor allem in Stein, dann zunehmend in Bronze. Heute modelliert er die Vorlagen direkt in Wachs. Nach Kriegsende wendet er sich unter dem Eindruck der funktionalistischen Architektur auch ungegenständlichen Kompositionen zu, unter anderem in Holz. Seine bevorzugten Themen sind aber bis heute Läufer, Tänzerinnen und Speerwerfer als Einzelfiguren oder als Gruppen, neuerdings auch Pferdestudien. Kraftvoll-expressive Monumentalwerke (Speerwerfer, 1964, Bern, Haus des Sports; Engel, 1959, Bern, Schosshaldenfriedhof) stehen neben bewegten feingliedrigen Kleinplastiken (Tänzerinnen, 1960er bis 1980er Jahre). In einigen seiner Kleinbronzen, etwa in Frau am Fenster (1962) und in der Werkgruppe Joie de vivre (1972), hält Perincioli zauberhafte Augenblicke sinnlicher Faszination fest. Die figürlichen und abstrakten Kleinplastiken haben eine spielerische und einige auch eine poetische Qualität (Schlüsselmannli, 1966; Septett, 1965). Seine Zeichnungen zu figürlichen Motiven spiegeln das Tempo der Niederschrift und die Unmittelbarkeit des Ausdrucks.“
Fred Zaugg hebt die humanistischen Anliegen des Künstlers hervor: «Das letzte Werk Marcel Perinciolis heisst ‹Liberté›, seine ‹Flüchtlingsgruppe› steht im IKRK in Genf, und sein Herz gehörte den Behinderten und Bedrängten ebenso wie den Tanzenden und den Athleten.»
Von 1961 bis 1966 amtierte Perincioli als Zentralpräsident der Gesellschaft der Schweizer Maler, Bildhauer und Architekten (GSMBA). In dieser Zeit förderte er explizit den Zugang von Künstlerinnen in diese Vereinigung. Er erwirkte zudem für die Bildhauer die Möglichkeit, bei Kleinplastiken eine Serie von bis zu sechs Original-Abgüssen machen zu können.
2004 gründete er zusammen mit seinen Kindern die „Stiftung Hélène und Marcel Perincioli-Jörns“, die mit Stipendien junge Künstler (speziell Tanz und Musik) unterstützt.
Die Regisseurin Cristina Perincioli ist seine Tochter.

## Auszeichnungen
1947, 1948 und 1953 erhielt Perincioli Kunstpreise der Stadt Bern für Komposition, Portrait und Leichtathletik;
1959, 1966 und 1967 Goldmedaillen für Sportplastik, für kirchliche Kunst (Seconda Mostra internationale d’Arte Sacra Triest) und an der XVIII. Mostra del Fiorino in Florenz;
1969 Medaille an der 2. Internationalen Biennale des Sportes in der Kunst in Madrid.
Dem Grab Marcel Perinciolis auf dem Berner Schosshaldenfriedhof – in dem auch seine Ehefrau Hélène Perincioli mit bestattet ist – wurde von der Stadt Bern der Status eines «Persönlichkeitsgrabes» verliehen.

## Werk
| Jahr      | Werk                                                           | Standort                                                     | Ortschaft/Gemeinde  | EN            |
| --------- | -------------------------------------------------------------- | ------------------------------------------------------------ | ------------------- | ------------- |
| 1938      | Porträt Prof. Dr. de Quervain                                  | Inselspital                                                  | Bern                |               |
| 1939      | «Narziss I», Brunnen                                           | Staatsarchiv Bern                                            | Bern                | [ 11 ] [ 12 ] |
| 1942      | Flötenspieler                                                  | Haus Brunnadernstrasse 95                                    | Bern                |               |
| 1943      | «Florian und sein Engel», Relief                               | Feuerwehrkaserne                                             | Bern                | [ 13 ]        |
| 1945      | Grabmal Koerfer-Fehr                                           | Friedhof                                                     | Bolligen            |               |
| 1947      | Mutterschaft                                                   | Mattenkrippe                                                 | Bern                |               |
| 1948      | Löwin                                                          | Eingang Worbla                                               | Ittigen             |               |
| 1949      | Zwei Reliefplastiken                                           | Gebäude der Brandversicherungsanstalt                        | Bern                |               |
| 1950      | «Genius»                                                       | Gewerbeschule                                                | Thun                |               |
| 1950      | «Narziss»                                                      | Sammlung H.S.                                                | Muri BE             |               |
| 1950      | Fünf Glockenreliefs                                            | Kirche                                                       | Gümligen            | [ 14 ]        |
| 1951      | Kanzel, Abendmahlstisch und Taufstein                          | Chapelle Romande                                             | Thun                | [ 15 ]        |
| 1951      | Bronzegruppe «Befreiung Petri»                                 | Chapelle Romande                                             | Thun                |               |
| 1952      | Grabmal Habich                                                 |                                                              | Rheinfelden         |               |
| 1952      | «Guter Hirte»                                                  | Schulhaus                                                    | Grosshöchstetten    |               |
| 1953      | Mutterschaft                                                   | Schulhausplatz                                               | Ostermundigen       | [ 16 ]        |
| 1953      | Relief                                                         | Eingang Ersparniskasse                                       | Thun                |               |
| 1953–1955 | Zwei Bronzetüren und Abendmahlstisch                           | Nydeggkirche                                                 | Bern                | [ 17 ]        |
| 1954      | Gruppe «Barmherzigkeit»                                        | Zieglerspital                                                | Bern                |               |
| 1954      | «Grosse Pietà»                                                 | Friedhof                                                     | Flawil              |               |
| 1955      | Gruppe Knabe und Mädchen                                       | Sekundarschule Rothus                                        | Ostermundigen       | [ 18 ]        |
| 1955      | Stehender Jüngling                                             | Bremgartenfriedhof                                           | Bern                |               |
| 1956      | Gruppe Knabe mit Hund und Brunnen                              | Dorfplatz                                                    | Ostermundigen       | [ 19 ]        |
| 1957      | «Guter Hirte»                                                  |                                                              | Stettlen            |               |
| 1958      | Familiengrab Rossel                                            |                                                              | Bümpliz             |               |
| 1958      | Grosser Engel                                                  | Friedhof                                                     | Frutigen            |               |
| 1958      | Kanzel, Abendmahlstisch und Taufstein                          | Stephanskirche                                               | Spiegel bei Bern    |               |
| 1959      | Mutterschaft                                                   | Schweizerische Botschaft                                     | Belgrad             |               |
| 1958/59   | Grosser Engel                                                  | Schosshaldenfriedhof                                         | Bern                | [ 20 ]        |
| 1960/61   | Speerwerfergruppe                                              | Sportanlage Schönau                                          | Bern                |               |
| 1961      | Grosser Läufer                                                 | Magglingen und Schulhaus Rüfenacht                           |                     |               |
| 1962/63   | «David und Goliath»                                            | Sekundarschulhaus                                            | Kirchberg           | [ 21 ]        |
| 1963/64   | Bronzeplastik «Grosser Speerwerfer»                            | Haus des Sportes, Bern (ab 2007 Haus des Sports, Ittigen)    | Ittigen             |               |
| 1964      | Ankerkreuz in roter Lava                                       | Krematorium Bremgartenfriedhof                               | Bern                |               |
| 1964      | Kanzelplatte                                                   | Kirchgemeindehaus-Kapelle Calvin                             | Bern                |               |
| 1965      | Form II                                                        |                                                              |                     | [ 22 ]        |
| 1965      | Gruppe von fünf Läufern                                        | Stadt Bern, PTT Bern, Madrid, Sportanlage Fluntern, Zürich   |                     |               |
| 1966      | Grabmal Reusser                                                | Schosshaldenfriedhof                                         | Bern                |               |
| 1966      | Bronzeplastik «Offene Gemeinde»                                | Hof des Kirchgemeindehauses                                  | Bolligen            | [ 23 ]        |
| 1966/67   | Relief                                                         | Eingangshalle Generaldirektion der Schweizerischen Volksbank | Bern                |               |
| 1967      | Fussballergruppe, Preis der europäischen Nachwuchsmannschaften |                                                              | Moskau              |               |
| 1967/68   | Relief «Arche Noah»                                            | Schulhaus in Ferenberg                                       | Bolligen            |               |
| 1968      | Bronzeplastik                                                  | Verwaltungsgebäude Losinger AG                               | Bern-Fischermätteli |               |
| 1969      | Betonplastik                                                   | Schulhausanlage Eisengasse                                   | Bolligen            | [ 24 ]        |
| 1969      | Zwei Bronzereliefs                                             | Kirche Bethlehem                                             | Bern                |               |
| 1969      | Bronzeplastik                                                  | Schule Hünibach                                              | Hilterfingen        |               |
| 1970      | Gartenplastik in Bronze                                        | Sammlung F.R.                                                | Bern                |               |
| 1970      | Relief in Nickel/Bronze                                        | Amtsersparniskasse                                           | Münsingen           |               |
| 1971      | Holzplastik «Libuda»                                           | Untere Gantrischhütte                                        |                     |               |
| 1971      | Relief in Nickel/Bronze                                        | Eingangshalle Krankenkasse des Kanton Bern                   | Bern                |               |
| 1972      | Brunnen-Plastik                                                | Schule Buchsee                                               | Köniz               |               |
| 1972/73   | Holzplastik                                                    | Schulhausanlage Rüti                                         | Ostermundigen       |               |
| 1972      | Studien «Joie de vivre», Kleinplastiken in Bronze und Skizzen  |                                                              |                     | [ 25 ]        |
| 1973      | Relief in Bronze                                               | Gebäude der Publicitas/Vita, City-West                       | Bern                |               |
| 1973/74   | Bronzeplastik                                                  | Gebäude des Radiostudios                                     | Bern                |               |
| 1974      | Bronzeplastik                                                  | Gemeindehaus                                                 | Mörigen             |               |
| 1974      | Monumentalplastik in Aluminium                                 | Schule Buchholz                                              | Thun                | [ 26 ]        |
| 1975      | Plastik in Cor-Ten-Stahl                                       | Sammlung E.H.                                                | Flugbrunnen BE      |               |
| 1977      | Grabmal O. Wirz                                                | Bremgartenfriedhof                                           | Bern                |               |
| 1979      | Brunnen «Jona»                                                 | Friedhof                                                     | Seedorf, BE         |               |
| 1979      | Relief in Aluminium                                            | CARBA                                                        | Liebefeld, BE       |               |
| 1979      | Auferstehung, Bronze, Grab Hélène und Marcel Perincioli        | Schosshaldenfriedhof                                         | Bern                |               |
| 1980      | Plastik in Cor-Ten-Stahl                                       | ETB                                                          | Burgdorf            |               |
| 1980      | Grosses Relief in Aluminium                                    | Schweizerische Kreditanstalt                                 | Bern                |               |
| 1980      | Plastik in Cor-Ten Stahl                                       | Kantonale Krankenkasse                                       | Bern                |               |
| 1981      | «Cité»                                                         | Eingangshalle der Einwohner-Ersparniskasse                   | Bern                |               |
| 1981      | Keimende Form                                                  | Sammlung S.                                                  | Essen               |               |
| 1982      | Form III/65                                                    | Schweizerische Nationalbank                                  | Zürich              |               |
| 1995      | «Flüchtlingsgruppe»                                            | Internationales Rotes Kreuz                                  | Genf                |               |
| 199x      | Drei abstrakte Formen                                          | Sportplatz Füllerich                                         | Gümligen            |               |